# 海丰镇遗址
海丰镇遗址位于河北省黄骅市东25公里，面积约228万平方米，1986年被发现，2000年以来，遗址内被发现有大量金代遗迹遗物。2006年5月，该遗址被中华人民共和国国务院核定为第六批全国重点文物保护单位。